# Тафарануи

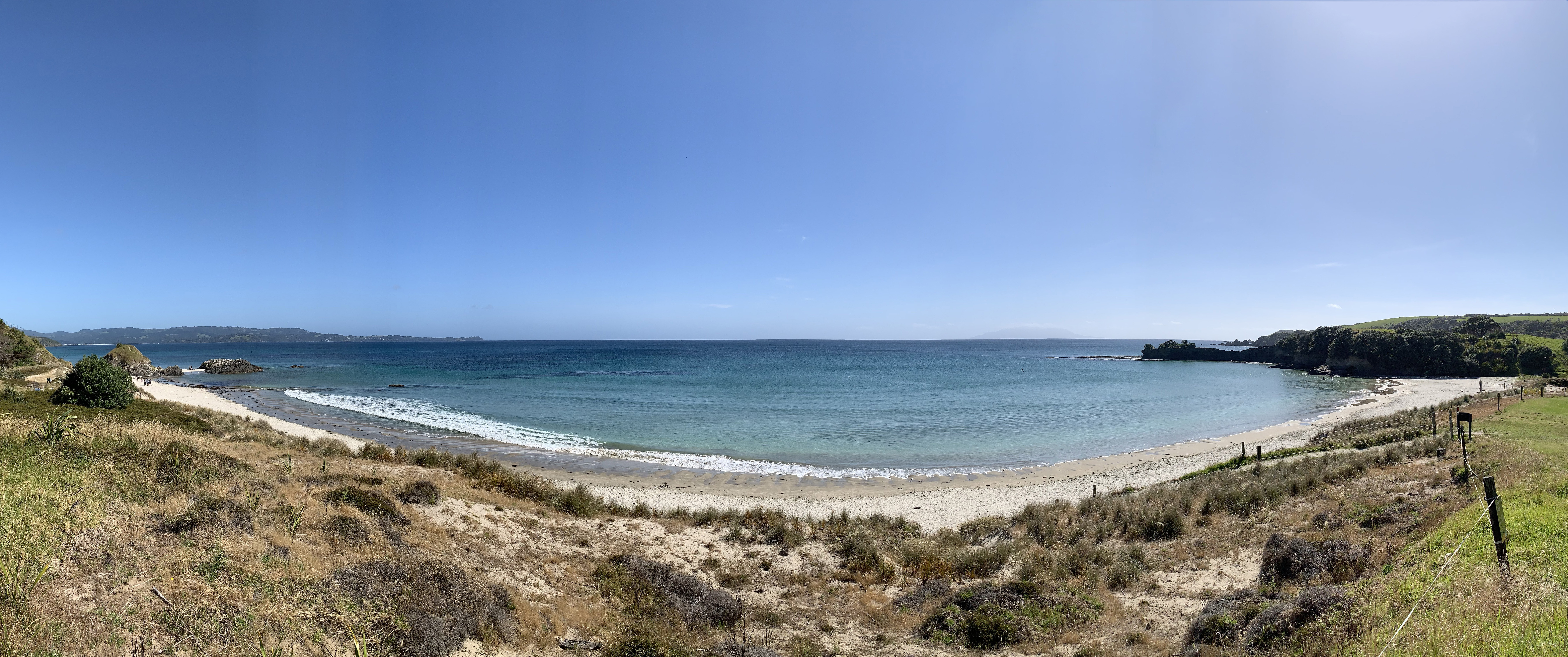
Панорама берега полуострова Тафарануи, с видом на Анкор-Бэй, на горизонте справа расположен остров Литтл-Барьер

Тафарануи (маори Tawharanui [tafaɾanʉi]) — полуостров, выступающий в залив Хаураки с восточного побережья гораздо более крупного полуострова Окленд Новой Зеландии. Ближайший крупный город — Уоркуэрт.
Региональный парк Тафарануи занимает 588 гектаров суши полуострова, а морской заповедник Тафарануи — северное прибрежное море. Оба находятся под управлением Совета Окленда, который также является владельцем регионального парка.

## История
Маори проживали в районе Тафарануи более 800 лет. Маорийское название Tawhara-nui означает «обильные прицветники лозы киеки». До 1870-х годов на территории парка располагалось небольшое хапу (подплемя) народа Те Каверау, называемое Нгати Раупо. Жители в основном проживали вокруг водосборного бассейна реки Мангатавхири. Самое значимое па, Опонуи, находилось у входа в парк, а над речным отводом располагалось па-хи (что означает «высокий укрепленный поселок»). В Тафарануи было большое количество лесных и морских ресурсов. Это было отмечено в поговорке: «He wha tawhara ki uta; he kiko tamure ki tai» — «Цветущие прицветники кики на земле, плоть лангуста в море». Залив Анкор-Бэй служил ценным источником kokowai, красной охры, которая использовалась в декоративных и церемониальных целях.
Территория Тафарануи была продана в 1873—1877 годах маори-владельцами, и территория использовалась в качестве фермы семьями Мартин, Джонс и Янг. Древесина агатисов отправлялась на переработку, а манука пускалась в растопку. Лагуна Джонс-Бэй была создана путём добычи глины для черепицы. С 1871 по 1978 год на побережье Тафарануи потерпело крушение девять судов. Залив Анкор-Бэй назван в честь якоря судна «Феникс», разбившегося в 1879. Региональная администрация Окленда, предшественница совета Окленда, приобрела парк у семьи Джорджетти в 1973 году.

## Региональный парк
Парк сочетает в себе заповедник типа «материковый остров» с сельскохозяйственными угодьями и общественными местами отдыха. Парк представляет собой в основном пастбище с манукой, разбросанной по всему периметру, и участками прибрежного леса. Наиболее значительная часть прибрежного леса находится в центрально-восточной части парка, где деревья агатисы и риму занимают хребта, а в долинах располагаются пурири, тараир, тава и реже — риверава и никау. В других местах растут тотара, кахикатея, похутукава, кордилина южная, карака и новозеландский лён.
Материковый остров был создан путём отделения полуострова от остального материка с помощью постройки в 2014 году 2,5-километрового забора, устойчивого к проникновению вредителей. Затем позднее в том же году был устроено распыление яда по территории парка, который уничтожил чёрных и серых крыс, диких кошек, поссумов, ласок, горностаев и хорьков. Tawharanui Open Sanctuary Society Inc. (TOSSI) помогает Совету Окленда в обеспечении работы заповедника, занимаясь сбором средств и добровольческой деятельностью.